# Ernst Wilhelm Woldemar Schultz

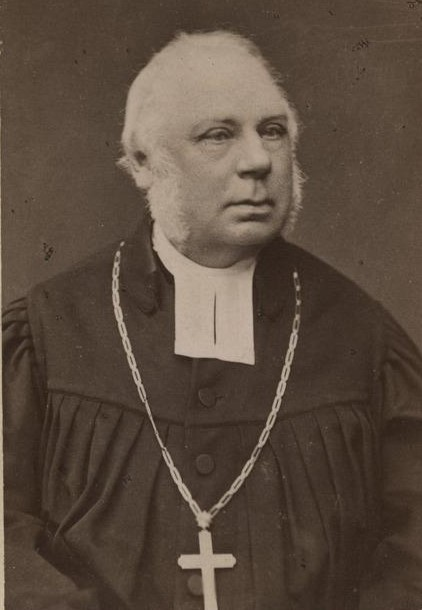
Ernst Wilhelm Woldemar Schultz

Ernst Wilhelm Woldemar Schultz (* 5. Dezember 1813 in Dorpat; † 21. September 1887 in Reval) war ein deutsch-baltischer lutherischer Geistlicher und Generalsuperintendent für das Gouvernement Estland.

## Leben
Ernst Wilhelm Woldemar Schultz war Sohn eines Musiklehrers in Dorpat. Er besuchte die Hachfeldsche Anstalt und das Gymnasium in Dorpat. Von 1832 bis 1836 studierte er Evangelische Theologie an der Kaiserlichen Universität Dorpat. 1833 wurde er Mitglied der Baltischen Corporation Livonia Dorpat. Nach seinem Examen im Herbst 1836 war er bis 1838 als Hauslehrer auf dem Gut Schwarzhof (estnisch Vardi), Landgemeinde Perst, tätig. 1838 ging er zu weiteren Studien an die Universitäten Berlin und Halle/Saale. Von 1840 bis 1842 wirkte er als Hauslehrer in Segewold.
1842 wurde er durch Gustav Reinhold von Klot in Riga ordiniert und erhielt seine erste Pfarrstelle in Saara. Von 1846 bis 1863 war er Pastor an der Elisabeth-Kirche in Pernau. Er engagierte sich auf der provinzialkirchlichen Ebene und wurde Mitglied der Liturgischen Kommission (1849), der Armenpflege-Kommission (1850), des Ausschusses für das Reval-estnische Gesangbuch (1854), sowie des Katechismus- und des Ehegesetz-Komitees (1854). Von 1856 bis 1863 war er Propst des Sprengels Pernau.
1863 wurde er als Nachfolger von Carl Christian Friedrich Rein zum Generalsuperintendenten für den Konsistorialbezirk Estland gewählt, der deckungsgleich mit dem Gouvernement Estland war. Die Wahl eines Kandidaten aus dem Gouvernement Livland war für viele überraschend. Als Generalsuperintendent war er zugleich Vizepräsident des Estländischen Konsistoriums, Oberpastor am Dom in Reval und Leiter zahlreicher diakonischer Einrichtungen in Reval.
Schultz publizierte sowohl in deutscher als auch in estnischer Sprache. Er setzte sich besonders für die Einrichtung weiterer Volksschulen auf dem Lande ein. In seiner Amtszeit stieg die Anzahl estnischer Volksschulen von 336 (1866) auf 542 (1886). Die zweite Hälfte seiner Amtszeit war überschattet von steigenden nationalen und konfessionellen Spannungen und der beginnenden Russifizierung.
Schultz war dreimal verheiratet: 1841–1851 mit Elisabeth von Rosenmark, 1854–1868 mit Louise Girgensohn, einer Schwester des Generalsuperintendenten Heinrich Otto Reinhold Girgensohn, 1870 mit deren Schwester Julie, geb. Girgensohn, verw. Krause. Seine Tochter Johanna war ab 1882 mit Leopold Hörschelmann, seinem späteren Nachfolger, verheiratet. Sein Sohn Otto Woldemar Ludwig Schultz (1864–1929; Vater der Theologen Johannes Reinhold Schultz und Kurt Rudolf Schultz (1901–1979)) wurde ebenfalls Pfarrer.

## Ehrungen
- 1857 Brustkreuz und Medaille zum Gedächtnisse des vaterländischen Krieges von 1853 bis 1856
- 1859 Goldenes Prediger-Brustkreuz
- 1867 St.-Stanislaus-Orden, 2. Klasse
- 1875 St.-Annen-Orden, 2. Klasse
- 1883 Wladimir-Orden, 3. Klasse
- 1883 Theologischer Ehrendoktor der Universität Dorpat (zum Luther-Jubiläum)

## Werke
- Kurze Unterweisung in der christlichen Lehre nach dem kleinen lutherischen Katechismus mit biblischen Beweisgründen. 1874
- Evangelischer Trost für Kranke. 1875
- Zur häuslichen Erbauuung. Tägliche Andachten. 1884